# Anastazy Sedlag
Anastazy Sedlag (ur. 23 kwietnia 1787 w Dziećmarowie, zm. 23 września 1856 w Pelplinie) – biskup rzymskokatolicki.

## Życiorys
Urodził się na Górnym Śląsku, w 1810 przyjął święcenia kapłańskie. W roku 1831 został kanonikem honorowym, w 1833 doktorem teologii.
W 1834 wybrany biskupem chełmińskim. Konsekrowany w Poznaniu 18 maja 1834 przez arcybiskupa Marcina Dunina. 14 czerwca w Pelplinie odbył swój ingres. Założył Collegium Marianum, wspierał inicjatywę utworzenia gimnazjum chełmińskiego. Utworzył fundusz na publikację dokumentów diecezji chełmińskiej.